# 玉棋

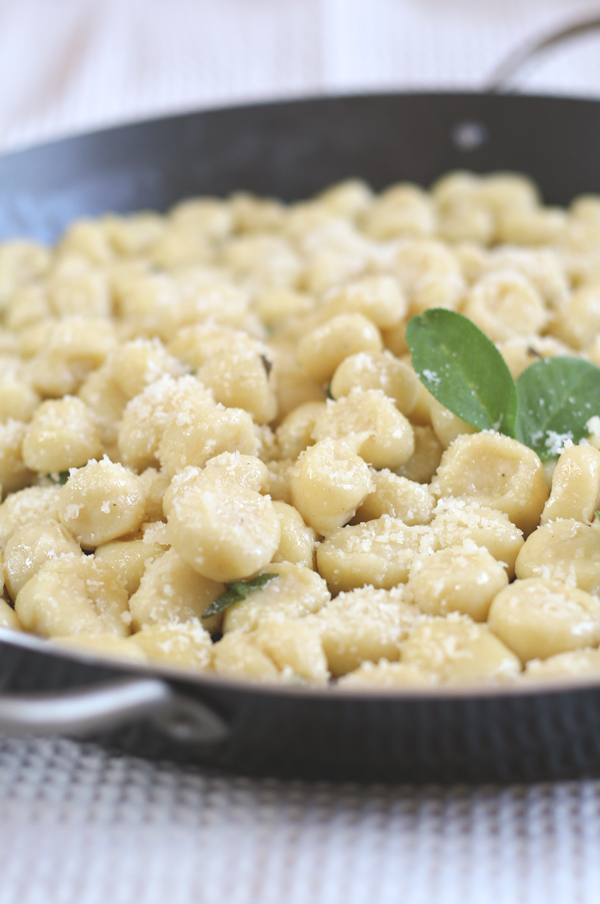
做好的玉棋

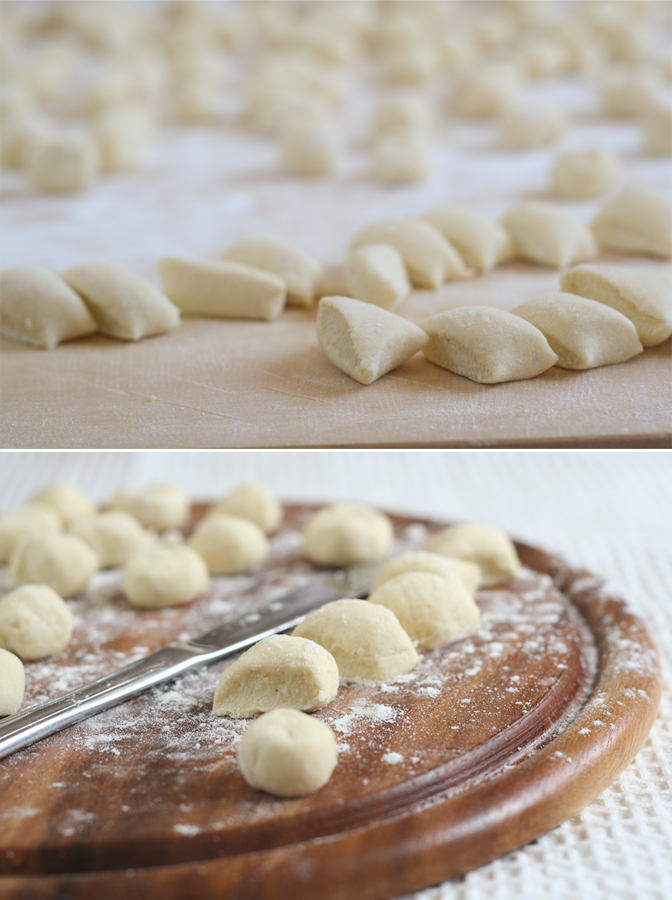
製作中的玉棋

玉棋（義大利語：gnocchi，義大利語發音：[ˈɲɔkki]，義大利語發音：[ˈɲɔkko]）是一種義大利傳統食物。通常由馬鈴薯、太白粉及麵粉製成，有時加入麵包糠，製成指頭大小顆粒狀。它常被翻譯成“意大利土豆餃子”，但更像是一種用馬鈴薯與太白粉製成的「馬鈴薯糰子」。不過與玉棋不同的是，馬鈴薯糰子一般是切成片狀後用火爐烤，而玉棋一般用水煮。

## 參看
- 德國餛飩